# Kupčina
Kupčina je reka na Hrvaškem, levi pritok reke Kolpe.